# Cerf Beer

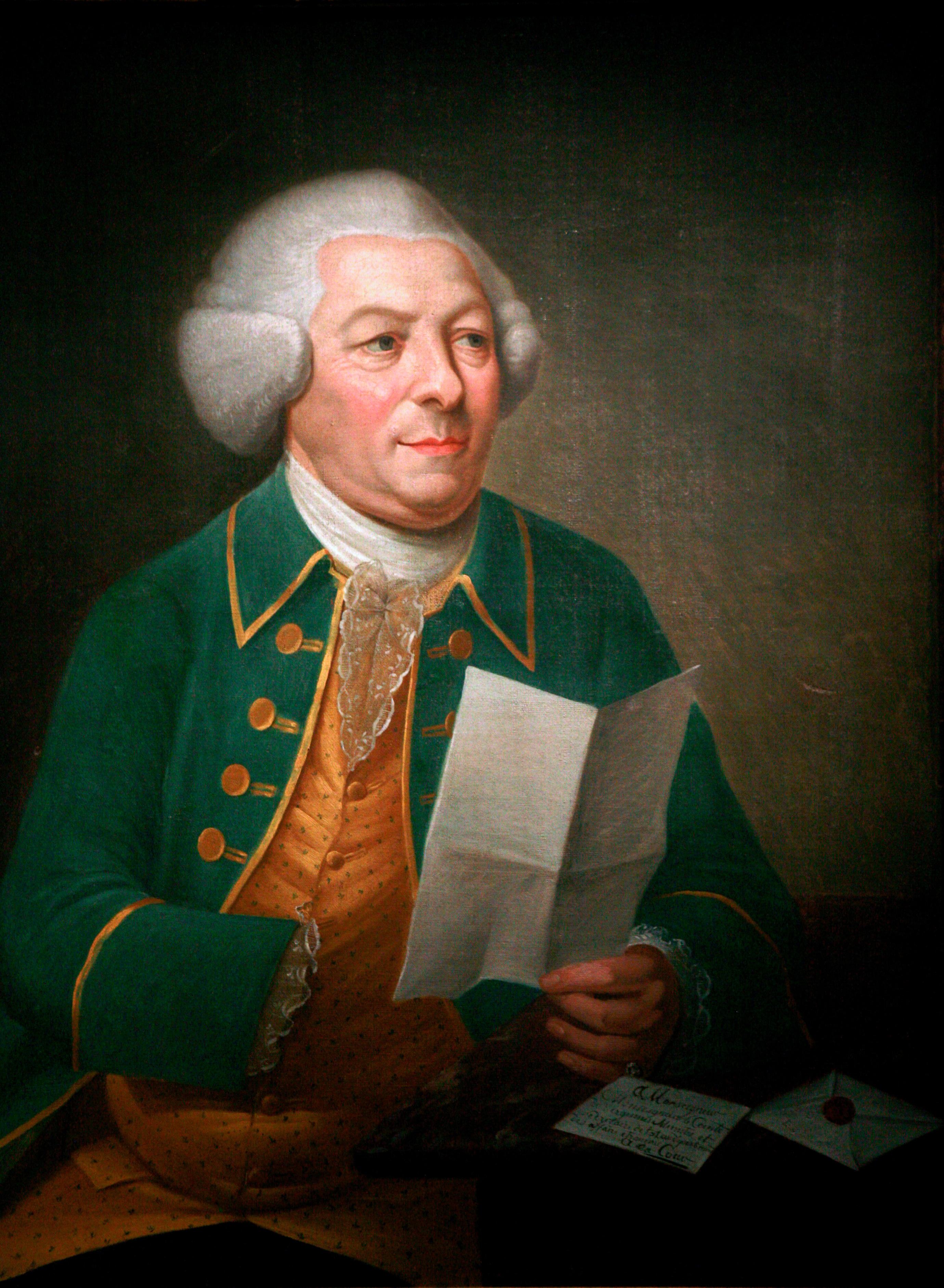
Hertz von Medelsheim alias Cerf Beer

Herz Cerf Beer von Medelsheim, ursprünglich Naphtali Ben Dov Beer (französisch auch Cerfbeer), (* um 1726 in Medelsheim; † 7. Dezember 1793 in Straßburg) war ein bedeutender französischer Hofjude und ein früher Vorkämpfer für die jüdische Emanzipation.

## Leben
Sein Vater Beer Hertz (auch Dov Beer) war Kaufmann. Cerf Beer wurde im damals den Reichsgrafen von der Leyen gehörenden Medelsheim geboren. Über seine Kindheit ist nichts bekannt. Es ist jedoch wahrscheinlich, dass er eine gute Bildung erfuhr, da er im Geschäftsleben großes Geschick und Gewandtheit bewies.
Am 3. September 1748 heiratete er in Straßburg Jüttel oder Julia Weyl aus Bischheim und ließ sich dort nieder. Aus der Ehe gingen acht Kinder hervor. Nach dem Tod seiner ersten Frau heiratete er um 1783 Hannah, die wie er verwitwet war und drei Kinder aus ihrer ersten Ehe mit Jacob Sussmann Ratisbonne hatte. Sein Stiefsohn aus dieser Ehe, der Bankier Jean Sussmann genannt Auguste Ratisbonne, heiratete seine Enkelin Adelheid. Zwei ihrer Söhne, Théodore und Alphonse Ratisbonne, erlangten später nach ihrer Konversion zum katholischen Glauben als Ordensgründer Bedeutung.
Seit etwa 1748 war er Armeelieferant des französischen Königs und belieferte ab circa 1767 die Garnison in Straßburg. 1775 verlieh ihm König Ludwig XVI. als erstem Juden im Elsass die französische Staatsangehörigkeit. Nach dem Ausbruch der Französischen Revolution wurde der mittlerweile zurückgezogen lebende Cerf Beer im Frühjahr 1793 in Straßburg von den Jakobinern vorübergehend verhaftet. Noch im selben Jahr starb er und wurde auf dem jüdischen Friedhof in Rosenwiller beerdigt.
Er unterhielt ein weites Verwandtschaftsnetzwerk, in dem sich auch andere bekannte Persönlichkeiten finden. Er war mit der Kaufmannsfamilie Seligmann verwandt. Zwei Söhne Cerf Beers waren angesehene Bankiers in Straßburg und der Opernkomponist Giacomo Meyerbeer war sein Neffe.

## Unternehmer
Cerf Beer profitierte von den Aktivitäten seines Vaters, der den Grundstock seines Geschäftes legte, und engagierte sich als Pächter mehrerer Eisenwerke. Er trat damit in Geschäftsbeziehungen zu Fürst Wilhelm Heinrich von Nassau-Saarbrücken. In den Jahren nach 1746 gelangte Cerf Beer zu großem Reichtum. Er verdankte dies besonders seiner Rolle als Armeelieferant. So ist belegt, dass er um 1767 der französischen Kavallerie Futter in die Garnison Straßburg lieferte. Ludwig XVI. verlieh ihm den offiziellen Titel eines Directeur général des fourages militaires. Er wurde zudem von dem für Juden üblichen Leibzoll befreit.
Er trat als Finanzier der Fürsten und ihrer Höfe, insbesondere aber des französischen Königs, auf. In diesem Zusammenhang tauchte sein Name in der Halsbandaffäre auf. Er erwarb besonders in Straßburg aber auch in Paris umfangreichen Grund- und Immobilienbesitz, was Juden nicht ohne weiteres erlaubt war.

## Philanthrop
Cerf Beer wird stets als gottesfürchtig und charakterfest beschrieben. Eine Verbesserung der Situation der Juden war ihm ein großes Anliegen. So verlangte er eine Repräsentation der Juden bei den Generalständen. Für seine Verdienste um seine Glaubensgenossen wurde ihm als erstem der Titel Syndic général de la nation juive verliehen.
Im Zusammenhang mit der andauernden Diskriminierung und einer Hetzkampagne gegen die elsässer Juden wandte sich Cerf Beer an Moses Mendelssohn, der wiederum seinen Freund Christian Wilhelm Dohm zur Veröffentlichung seiner Schrift Über die bürgerliche Verbesserung der Juden veranlasste.
Er kaufte mit erheblichen Mitteln die elsässischen Juden vom Leibzoll frei. Er finanzierte in Paris einen Friedhof für deutsche Juden und stiftete 175.000 Livres für das Talmudstudium der jüdischen Jugend und für arme heiratswillige Mädchen.